# Augusztus 16.
Augusztus 16. az év 228. (szökőévben 229.) napja a Gergely-naptár szerint. Az évből még 137 nap van hátra.
Névnapok: Ábrahám + Ábrán, Áhim, Amelita, Csépán, Dioméd, Ibrahim, István, Joachim, Joáhim, Joakim, Rokkó, Rókus, Stefán, Szeréna, Szerénke, Szerénusz, Szira, Szirka, Szirom, Szironka, Teodor, Ugor

## Események
- 1264 –  Jámbor Boleszláv herceg(wd) kibocsátja a zsidókat védő kaliszi statútumot.[1][2]
- 1328 – Mantovában népfelkelés dönti meg a Bonacolsi-ház uralmát, és a Gonzaga-családot segíti hatalomra.
- 1570 – I. Miksa magyar király és János Zsigmond választott magyar király, erdélyi fejedelem megkötik a speyeri szerződést, amelyben János Zsigmond lemond magyar királyi címéről, de Miksa elismeri őt erdélyi fejedelemként.
- 1849 – Az olmützi császári haditörvényszék halálra ítéli gróf Batthyány Lajost, Magyarország első felelős miniszterelnökét.
- 1861 – I. Ranavalona madagaszkári királynő halála után fiát, Radama herceget kiáltják ki Madagaszkár királyává II. Radama néven (uralkodik haláláig, 1863-ig).
- 1884 – Átadják a Keleti pályaudvart az utazóközönségnek, akkor Központi Indóház néven.
- 1960 – Ciprus elszakad Nagy-Britanniától, és kikiáltja függetlenségét.
- 1960 – Joseph Kittinger amerikai pilóta sikeres sztratoszféraugrása: ballonnal 31 330 méter magasságig emelkedett, innen kiugorva szabadesésben zuhant 5500 méterig, innen ejtőernyőt nyitva ért földet.

## Sportesemények
Formula–1
- 1970 –  osztrák nagydíj, Österreichring - Győztes: Jacky Ickx (Ferrari)
- 1981 –  osztrák nagydíj, Österreichring - Győztes: Jacques Laffite (Ligier Matra)
- 1987 –  osztrák nagydíj, Österreichring - Győztes: Nigel Mansell (Williams Honda Turbo)
- 1992 –  magyar nagydíj, Hungaroring - Győztes: Ayrton Senna (McLaren Honda)
- 1998 –  magyar nagydíj, Hungaroring - Győztes: Michael Schumacher (Ferrari)

## Születések
- 1397 – Albert magyar király, Magyarország első Habsburg-házi uralkodója († 1439)
- 1645 – Jean de La Bruyère francia író, moralista († 1696)
- 1700 – I. Kelemen Ágost kölni hercegérsek bajor választófejedelmi herceg, püspök († 1761)
- 1832 – Wilhelm Wundt német pszichológus és fiziológus († 1920)
- 1834 – Vértesi Arnold magyar újságíró, lapszerkesztő, a Kisfaludy Társaság és a Petőfi Társaság rendes tagja († 1911)
- 1845 – Gabriel Lippmann Nobel-díjas (1908) francia fizikus († 1921)
- 1852 – Márkus József Budapest polgármestere († 1915)
- 1891 – Prokopecz József magyar gazdálkodó, az 1939–1944 közti magyar országgyűlés meghívott felvidéki képviselőinek egyike († 1953)
- 1896 – Ruzicskay György Munkácsy Mihály-díjas magyar festőművész, érdemes és kiváló művész († 1993)
- 1902 – Orosz Iván magyar lapszerkesztő, költő, novellista († 1974)
- 1904 – Wendell Meredith Stanley Nobel-díjas (1946) amerikai virológus († 1971)
- 1908 – George Connor amerikai autóversenyző († 2001)
- 1911 – Barta Barri, magyar-spanyol színész († 2003)
- 1913 – Menáhém Begín izraeli politikus, miniszterelnök (1977–1983), Nobel-békedíjas (1978) († 1992)
- 1916 – Kenny Eaton brit autóversenyző († 1980)
- 1918 – Soós Lajos Jászai Mari-díjas magyar színész († 2013)
- 1918 – Magyari András magyar agrármérnök, politikus, egyetemi tanár († 2005)
- 1919 – Rajna Mária Aase-díjas magyar színésznő († 2008)
- 1919 – Gencsy Sári magyar opera-énekesnő († 2008)
- 1921 – Uray Géza orientalista, nyelvész, tibetológus, Ligeti Lajos iskolájának tagja († 1991)
- 1923 – Dávid Katalin kétszeres Széchenyi-díjas magyar művészettörténész († 2023)
- 1928 – Juhász Ferenc Kossuth-díjas magyar költő, a nemzet művésze († 2015)
- 1934 – Pierre Richard (er. Richard Defays) francia színész, filmrendező
- 1937 – Madaras József Kossuth-díjas magyar színművész († 2007)
- 1938 – Balczó András háromszoros olimpiai bajnok öttusázó, a nemzet sportolója
- 1940 – Bruce Beresford Oscar-díjas ausztrál filmrendező
- 1942 – Dietrich Hollinderbäumer német színművész, filmszínész
- 1944 – N. Szabó Sándor Gobbi Hilda-díjas magyar színész, a Pécsi Nemzeti Színház örökös tagja († 2011)
- 1946 – Maszúd Barzani iraki kurd politikus, Musztafa Barzáni fia, az iraki Kurd Demokrata Párt vezetője, az autonóm Iraki Kurd Tartomány elnöke
- 1946 – Sas István Balázs Béla-díjas magyar filmrendező, érdemes művész († 2018)
- 1947 – Giancarlo Martini olasz autóversenyző († 2013)
- 1947 – Gyenes Károly magyar televíziós szerkesztő, riporter, természetjáró
- 1953 – Bodansky György író, újságíró, szerkesztő, dramaturg, rendező
- 1953 – Vincent Curatola, amerikai színész
- 1954 – James Cameron Oscar-díjas (1998) amerikai filmrendező, forgatókönyv-író, producer
- 1958 – Madonna (er. Louise Veronica Ciccone) amerikai énekesnő, színésznő
- 1960 – Dévényi Ildikó magyar színésznő, koreográfus
- 1962 – Steve Carell amerikai színész, humorista, rendező
- 1963 – Horváth Lajos Ottó Jászai Mari-díjas magyar színművész, érdemes művész
- 1967 – Ulrich Gábor Balázs Béla-díjas animációsfilm-rendező, képzőművész
- 1969 – Yvan Muller francia autóversenyző
- 1974 – Egerszegi Krisztina ötszörös olimpiai bajnok úszó
- 1974 – Mészáros Tamás magyar színész
- 1975 – Taika Waititi új-zélandi színész, rendező, humorista
- 1977 – Farkasházi Réka magyar színésznő
- 1980 – Jakab Péter magyar országgyűlési képviselő, miniszterelnök-jelölt
- 1981 – Taylor Rain amerikai pornószínésznő.
- 1982 – Bocskor Bíborka magyar énekesnő
- 1982 – Cony Ferrara magyar származású pornószínésznő
- 1985 – Paolo Bacchini olasz műkorcsolyázó
- 1988 – Parker Young amerikai színész
- 1991 – Evanna Lynch ír színésznő
- 1993 – Cameron Monaghan amerikai színész

## Halálozások
- i. e. 605 – Nabú-apal-uszur király, az Újbabiloni Birodalom megalapítója
- 1400 – Aragóniai Péter szicíliai királyi herceg és trónörökös, I. Mária szicíliai királynő és Ifjú Márton aragón infáns és szicíliai király egyetlen gyermeke (*1398)
- 1705 – Jakob Bernoulli (vagy Jacques Bernoulli), svájci matematikus, fizikus, a számsorok és valószínűségszámítás kutatója (* 1654)
- 1861 – I. Ranavalona madagaszkári királynő (* 1782 körül)
- 1888 – John Stith Pemberton amerikai gyógyszerész, a Coca-Cola feltalálója (* 1831)
- 1899 – Robert Wilhelm Bunsen német kémikus (* 1811)
- 1912 – Johann Martin Schleyer katolikus prelátus, a volapük nyelv megalkotója (* 1831)
- 1915 – Széll Kálmán politikus, miniszterelnök (* 1843)
- 1916 – Umberto Boccioni olasz festőművész, szobrász, a futurizmus vezető művésze és teoretikusa (* 1882)
- 1921 – I. Péter szerb király (* 1844)
- 1938 – Andrej Hlinka szlovák pap, nacionalista politikus (* 1864)
- 1948 – George Herman „Babe” Ruth amerikai baseball-játékos  (* 1895)
- 1949 – Margaret Mitchell amerikai írónő (* 1900)
- 1956 – Lugosi Béla magyar származású amerikai színész (* 1882)
- 1957 – Irving Langmuir, Nobel-díjas (1932) amerikai fizikus, kémikus (* 1881)
- 1959 – Wanda Landowska lengyel csembaló- és zongoraművész, zenepedagógus (* 1879)
- 1973 – Selman Waksman Nobel-díjas (1952) orosz származású amerikai mikrobiológus (* 1888)
- 1976 – Erdey-Grúz Tibor kémikus, egyetemi tanár, az MTA tagja, elnöke, Kossuth-díjas (* 1902)
- 1977 – Elvis Presley amerikai énekes, színész (* 1935)
- 1977 – Paul Moor svájci gyógypedagógus, a Zürichi Egyetem tanára (1951-77), a nem hagyományos gyógypedagógia művelője (* 1899)
- 1993 – Stewart Granger (er. James Lablache Stewart) angol filmszínész (* 1913)
- 1994 – Zichy Nándor sportrepülő, országgyűlési képviselő (* 1907)
- 1997 – Jacques Pollet francia autóversenyző (* 1932)
- 2003 – Balázs Nándor magyar fizikus (* 1926)
- 2005 – Roger Schütz-Marsauche (Roger testvér) svájci francia teológus, a taizéi közösség alapítója (* 1915)
- 2006 – Alfredo Stroessner (Strössner, Strößner) tábornok, 1954–1989-ig Paraguay elnök-diktátora (* 1912)
- 2016 – João Havelange brazil nemzetközi játékvezető, a FIFA egykori elnöke (* 1916)
- 2018 – Aretha Franklin tizennyolcszoros Grammy-díjas amerikai énekesnő-dalszerző (* 1942)
- 2019 – Peter Fonda amerikai színész, rendező, forgatókönyvíró, producer (* 1940)
- 2021 – Varga Csaba erdélyi magyar matematikus, egyetemi tanár (* 1959)

## Nemzeti ünnepek, emléknapok, világnapok
- Szent Rókus (St. Roche, San Roca) ünnepe
- A hontalan állatok világnapja, 1992 óta „ünneplik”, az amerikai ISAR (International Society for Animal Rights) szervezet kezdeményezésére.
- Dominikai Köztársaság nemzeti ünnepe, az 1863-as restauráció napja